# Melbourne Rectangular Stadium
Het Melbourne Rectangular Stadium (vanwege sponsor ook AAMI Park genoemd) is een multifunctioneel stadion in Melbourne, een stad in Australië. In het stadion is plaats voor 30.050 toeschouwers. 

## Bouw
Bij de bouw van het stadion was architectenbureau Cox Architects and Planners betrokken. De bouw duurde van 2007 tot en met 2010 en kostte  ongeveer 268 miljoen Australische dollar. In het stadion ligt een grasveld van 136 bij 82 meter.
Het stadion werd geopend 7 mei 2010 met een wedstrijden tussen de nationale rugbyteams van Australië en Nieuw-Zeeland. Bij de opening waren 29.442 toeschouwers aanwezig. Het stadion was op dat moment nog niet helemaal afgebouwd.

## Gebruik
Het stadion wordt vooral gebruikt voor voetbal- en rugbywedstrijden, de  rugbyclubs Melbourne Storm en Melbourne Rebels en de voetbalclubs Melbourne City FC en Melbourne Victory maken gebruik van dit stadion. Er worden ook concerten gehouden. Het stadion werd  gebruikt op het Aziatisch kampioenschap voetbal van 2015. Op dit toernooi werden er zes groepswedstrijden en de kwartfinale tussen Zuid-Korea en Oezbekistan gespeeld. Ook werden er wedstrijden gespeeld op het Wereldkampioenschap rugby van 2017. Er werd toen andere de openingswedstrijd gespeeld op 27 oktober tussen Australië en Engeland.
In 2023 worden er in dit stadion wedstrijden gespeeld op het wereldkampioenschap voetbal voor vrouwen.
| Datum           | Thuisteam | Uitslag | Uitteam          | Fase           | Toeschouwers |
| --------------- | --------- | ------- | ---------------- | -------------- | ------------ |
| 21 juli 2023    | Nigeria   | 0 – 0   | Canada           | Groepsfase     | 21.410       |
| 24 juli 2023    | Duitsland | 6 – 0   | Marokko          | Groepsfase     | 27.256       |
| 31 juli 2023    | Canada    | 0 – 4   | Australië        | Groepsfase     | 27.706       |
| 2 augustus 2023 | Jamaica   | 0 – 0   | Brazilië         | Groepsfase     | 27.638       |
| 6 augustus 2023 | Zweden    | 0 – 0   | Verenigde Staten | Achtste finale | 27.706       |
| 8 augustus 2023 | Colombia  | 1 – 0   | Jamaica          | Achtste finale | 27.706       |